# Dieffenbach-lès-Wœrth
Dieffenbach-lès-Wœrth település Franciaországban, Bas-Rhin megyében. Lakosainak száma 335 fő (2022. január 1.). Dieffenbach-lès-Wœrth Gœrsdorf, Gunstett, Merkwiller-Pechelbronn, Oberdorf-Spachbach, Preuschdorf és Surbourg községekkel határos.

## Népesség
A település népességének változása:
| Lakosok száma | 352  | 354  | 357  | 350  | 348  | 348  | 347  | 347  | 335  |
|               | 2013 | 2015 | 2016 | 2017 | 2018 | 2019 | 2020 | 2021 | 2022 |